# Aboubacar Toungara
Aboubacar Ibrahima Toungara (ur. 15 listopada 1994 w Bamako) – malijski piłkarz występujący na pozycji ofensywnego pomocnika lub lewoskrzydłowego w bułgarskim klubie Beroe Stara Zagora. Młodzieżowy reprezentant Mali, brał udział w Pucharze Afryki U-20 2013, rozgrywanym w Algierii.